# Similes
Similes is een in 1972 gestichte pluralistische Vlaamse familievereniging voor familieleden van personen met een psychische kwetsbaarheid.  Ze richt zich naar iedereen die zich op één of andere manier betrokken voelt bij deze thematiek. 

## Doelstelling
Similes vzw verenigt families in Vlaanderen en Brussel waarin een jongere, ouder of partner worstelt met een psychische aandoening. In deze families staat het psychisch welzijn zwaar onder druk. 
Similes ondersteunt hen op het vlak van zorg, zelfzorg en netwerking en zet op tal van manieren in op het vergroten van hun draagkracht. 
Similes geeft deze families tevens een stem door binnen hulpverlening en samenleving te getuigen over de grenzen waar families op botsen.
Zo bevordert Similes zowel het herstelproces van jongeren en volwassenen die kampen met een psychische kwetsbaarheid, als dat van hun naasten.

## Structuur
Similes heeft een nationaal secretariaat te Heverlee, provinciale verantwoordelijken en veel plaatselijke afdelingen verspreid over Vlaanderen. De vereniging drijft verder op de belangeloze inzet van talrijke vrijwilligers. Het lidmaatschap van de vereniging geeft recht op het driemaandelijks tijdschrift, de programmabrochure en korting op tal van activiteiten.

- Algemene directie (2017) Veerle Aendekerk
- Voorzitter Raad van Bestuur (2016) Annemie Roppe

## Wallonië en Brussel
Er bestaat ook een Franstalige en Brusselse (eveneens Franstalige) Similes-vereniging. Deze staan los van de Vlaamse.